# Metreta
Metreta o metretes (en griego: μετρητής) da nombre a una unidad de volumen de la Antigua Grecia y a una vasija para almacenar vino o aceite.

## Unidad
La metreta, o "ánfora griega", fue una antigua unidad de capacidad para líquidos, que en el sistema ático de Solón correspondía a 144 cotilas (κοτύλαι), equivalente a 38,88 litros.

## Vasija
La metreta también designaba a la vasija grande para vino y aceite, utilizada por griegos y romanos con una capacidad de 38,88 litros.